# Знаки отличия, ордена и медали Канады
Зна́ки отли́чия, ордена́ и меда́ли Кана́ды представляют собой сложную систему наград для канадцев со стороны монарха за действия или поступки, принёсшие пользу их окружению или стране в целом. Эта система, созданная по образцу её британской предшественницы в 1930-е гг., начала в полной мере функционировать лишь в период Столетия Канады в 1967 г., когда был учреждён орден Канады, и с тех пор росла как в объёме, так и в масштабе использования, включив в себя династические и национальные ордена; государственные, гражданские и воинские награды и различные медали за участие в кампаниях. Монарх каждой канадской провинции также учреждает различные ордена и медали для награждения жителей за деятельность в конкретно взятой провинции. Провинциальные награды, как и некоторые их национальные аналоги, предоставляют право употреблять буквенные сокращения после имени или подвязки и другие символы на личных гербах.
Монарх считается источником всех наград: лишь он может учреждать новые национальные награды — и покровителем всех орденов Канады; он или другие члены канадской королевской семьи официально жалуют ордена или награждают медалями. В Канаде монарх представлен генерал-губернатором, который также проводит награждения и жалует награды от имени монарха. По существу управление системой наград осуществляет Канцелярия по наградам в официальной резиденции губернатора, входящая в Секретариат генерал-губернатора Канады. Также, генерал-губернатор посредством королевского указа в совете определяет порядок старшинства для ношения знаков отличия, орденов и медалей.